# Le Tiers des étoiles
Le Tiers des étoiles, sous-titré On ne sait pas quel ange est un roman de Maurice Clavel publié le 24 octobre 1972 aux éditions Grasset et ayant reçu la même année le prix Médicis.

## Historique du roman
Le 28 novembre 1972, le roman reçoit le prix Médicis par huit voix contre deux à Le Jeune Homme immobile de Claude Delmas.

## Résumé
Marc, dans les années 1960, quarante ans, est peintre et doute de son art. Le roman est, selon Bertrand Poirot-Delpech, "cabré contre la psychanalyse".

## Éditions
- Éditions Grasset, 1972  (ISBN 9782246808015), 297 p.[2]
- Le Livre de poche, no 3864, 1975  (ISBN 9782253000525), 251 p., rééd. 1986